# 鄭淮 (天順進士)
鄭准（1425年—？），字孟川，福建興化府莆田縣人，明朝政治人物。進士出身。

## 生平
福建鄉試第五十六名。天順八年（1464年）甲申科會試第七十六名，殿試登進士第三甲第七十八名。

## 家族
曾祖鄭宏毅。祖父鄭善積。父亲鄭良伯。